# Polák (kachna)
Polák (Aythya) je rodové jméno potápivých kachen, hnízdících převážně na severní polokouli, několik druhů je zastoupeno na polokouli jižní (kriticky ohrožený (a pravděpodobně vyhynulý) polák madagaskarský, novozélandský polák tmavý a australský polák hnědavý). Většinou jsou tažní. 
V Česku se vyskytují tyto druhy poláků: polák chocholačka (Aythya fuligula), polák velký (Aythya ferina), polák kaholka (Aythya marila) (nehnízdí) a vzácně polák malý (Aythya nyroca). V roce 2006 byl poprvé pozorován i severoamerický polák proužkozobý.

## Druhy
- polák americký (Aythya americana)
- polák černohlavý (Aythya baeri)
- polák dlouhozobý (Aythya valisineria)
- polák chocholačka (Aythya fuligula)
- polák hnědavý (Aythya australis)
- polák kaholka (Aythya marila)
- polák madagaskarský (Aythya innotata)
- polák malý (Aythya nyroca)
- polák proužkozobý (Aythya collaris)
- polák tmavý (Aythya novaeseelandiae)
- polák velký (Aythya ferina)
- polák vlnkovaný (Aythya affinis)

Jako polák peposaka je někdy česky označována zrzohlávka peposaka (Netta peposaca).